# 梶幹男
梶 幹男（かじ みきお、1947年 - ）は、日本の農学者。専門は森林学。農学博士。東京大学名誉教授。

## 経歴
- 1969年　信州大学文理学部自然科学科 卒業[1]
- 1975年　東京大学大学院農学系研究科林学専攻修士課程 修了[1]
- 1982年　同博士課程修了（農学博士）[1]、助手
- 1988年　東京大学農学部附属演習林 助教授
- 1995年　同教授[1]
- 2000年　東京大学大学院新領域創成科学研究科環境学専攻自然環境学講座 教授[1]
- 現在 東京大学名誉教授[2]

## 学術賞
- 1986年 日本林学会賞
- 1986年 土井林学奨励賞
- 1986年 財団法人林学賞

## 脚註
1. 1 2 3 4 5 6  東京大学大学院新領域創成科学研究科
2. 1 2  持続的木材生産と環境保全の調和を目指して-東京大学北海道演習林の半世紀余の歩み-